# Jane Makale
Jane Makale (Eldoret, 25 maggio 1966) è un'ex cestista keniota.

## Carriera
Con il Kenya ha disputato i Campionati mondiali del 1994.